# Лаґевники (Кротошинський повіт)
Лаґевники (пол. Łagiewniki) — село в Польщі, у гміні Кобилін Кротошинського повіту Великопольського воєводства.
Населення — 471 особа (2011).
У 1975-1998 роках село належало до Лешненського воєводства.

## Демографія
Демографічна структура станом на 31 березня 2011 року:
|          | Загалом | Допрацездатний вік | Працездатний вік | Постпрацездатний вік |
| -------- | ------- | ------------------ | ---------------- | -------------------- |
| Чоловіки | 238     | 53                 | 168              | 17                   |
| Жінки    | 233     | 41                 | 153              | 39                   |
| Разом    | 471     | 94                 | 321              | 56                   |